# Bernhard Weiss
Bernhard Weiß, född den 20 juni 1827 i Königsberg (nuvarande Kaliningrad), död den 14 januari 1918 i Berlin, var en tysk protestantisk teolog och kyrkoman, far till Johannes Weiß.
Weiß blev 1857 e.o. professor i teologi i Königsberg samt ordinarie professor 1863 i Kiel och 1877 i Berlin.
Vid sidan av sin vetenskapliga verksamhet ägnade Weiß mycken tid och stort intresse åt praktiskt kyrkliga angelägenheter; han var sedan 1879 medlem av Berlins konsistorium.
1880-99 var han oberkonsistorialrat och föredragande råd i ministeriet för kyrkliga angelägenheter och utnämndes 1907 till verkligt geheimeråd med titeln excellens. 1908 avgick han från sin professorsstol.
Som teolog ägnade Weiß sig uteslutande åt Nya Testamentet och behandlade därvid så gott som alla till detta fack hörande discipliner - endast N. T:s tidshistoria och den apostoliska tiden fick inte någon behandling i hans vetenskapliga verk.
Weiß exeges utmärktes av besinningsfullhet och noggrannhet liksom av en viss konservatism; han försvarade alla de nytestamentliga skrifternas äkthet. 
I fråga om det synoptiska evangelierer problemet bidrog han till att ge ökad stadga åt den så kallade två-källs-hypotesen. Beträffande de nytestamentliga breven hyllade han den egendomliga uppfattningen, att 1 Petrusbrevet är äldre än de paulinska breven.   
Åt Nya Tetamentets text ägnade han grundliga studier, vilkas resultat framlades i de av Gebhardt och Harnack utgivna Texte und Untersuchungen, och utgav en textupplaga med kort glossatorisk kommentar 1902-05.
Mest känd torde Weiß för utländska läsare vara genom sina bearbetningar av Nya Testamentet i det berömda Meyerska kommentarverket, där han kommenterat alla evangelierna, Romarbrevet, Timoteus- och Titusbreven, Hebreerbrevet och Johannesbreven.